# 香港輔助警察隊
香港輔助警察隊（簡稱輔警隊，縮寫：HKAPF，英文副名：Hong Kong Auxiliary Police，副名縮寫：HKAP）隸屬於香港警務處支援部支援科，於1914年根據《香港法例》第233章《香港輔助警隊條例》第三條成立，輔助警務人員接受正規訓練後，按照各總區的軍裝警務人員編制而調配，被派遣往5個陸上總區駐守，以支援及協助正規警察力量，每員每年最少當值208小時。
香港輔助警務隊為一支受過內部保安訓練的後備隊伍，主要責任包括保護重要地點（包括警署及領事館等等）、為指揮及控制中心提供額外警察力量，並且執行徒步巡邏。與此同時，在發生災難或者緊急事故時協助正規警察力量，並且在大型公眾活動及其他預先策劃的行動中執行人群管理任務。
現任香港輔助警察隊總監為梁世光，領導約4,501名輔助警務人員

；香港輔助警察隊是世界上同類型的最龐大的隊伍，被稱譽為「亞洲最佳」（Asia's Finest）。

## 歷史
1855年，中國大陸發生太平天國抗清起義威脅香港治安，香港警察隊招聘了76名志願人員。自那時起，很多香港市民開始投身執法行業以支援正規警察。

### 特別後備警隊成立
1914年8月1日第一次世界大戰爆發，至同月4日，英國對德國宣戰，香港作為英國殖民地亦不能幸免被捲入戰爭的旋渦中。根據香港政府統計，至少264名香港居民被徵召遠赴英國及參與戰爭，當中包括不少香港警務人員，因而對香港警察力量造成一定影響。時任香港總督梅含理於是呼籲志願者組織後備警隊，同年10月27日立法局通過《特別後備警隊法案》，從而於後來成立特別後備警隊，此就是香港輔助警察隊的前身；最初僅29名人員，後來員額增多，合共352人經過宣誓儀式；當中以葡萄牙人最多，其次是中國人，餘下的為英國人及印度人。截至1915年12月31日，特別後備警隊員額達476名，當中191名為中國人。特別後備警隊當時僅為負責徒步巡邏，於黃昏6時至午夜12時執勤，人員分為兩更，每更3小時。其時，特別後備警隊並無固定編制，因此並無招募人數上限，更無基本裝備及制服，往後香港政府才向隊員派發頭盔、警棍、卡賓槍及子彈等等基本裝備。
由於特別後備警隊運作成效甚佳，香港政府因而另外騰出33名正規警務人員遠赴英國及參與戰爭。至1916年年底，再有20名隸屬於消防隊的警務人員遠赴英國及參與戰爭；隨之而來的空缺由正規警隊抽調警察力量填補，不過他們並未接受訓練，此舉亦對警察運作造成一定影響，因為香港政府成立了後備消防隊，由特別後備警隊人員所組成，員額21名。截至1917年年底、共61名警務人員遠赴英國及參與戰爭，當中10名殉職，其餘多人於戰爭後未有返回香港服務。

### 特務警察隊成立
1941年，香港政府為了應付日本軍隊企圖入侵香港，需要在非常時期擴充警務人員隊伍，因此成立特務警察隊，招募志願者爲兼職警察，協助救援、收集情報及維持治安，成爲繼特別後備警隊後，另一支後備治安部隊。
1951年，香港實施英籍香港居民強制服役，至1961年廢除強制服役爲止，每年都會徵集一批在徵召範圍內的市民，包括英籍華人及登記在香港出生的市民，於武裝或民防部隊接受訓練，被徵召的市民如被分配到黃竹坑警察訓練學校受訓，當完成受訓後會被委任爲特務警察，在特務警察隊服役，1953年起女性市民也被徵召服役，故此當時在特務警察隊服役的市民，男女均有，直至1961年廢止服役制度，服役人員才全數離職或轉任爲志願人員。

### 合併為香港輔助警察隊
1956年，香港發生雙十暴動，特別後備警隊與特務警察隊遂於1959年合併，正式更改名稱為香港輔助警察隊。
1967年，香港發生六七暴動，鬥委會發動土製炸彈恐怖襲擊，香港各區在半年間發現八千多個真假炸彈，炸彈恐襲造成多名警察及無辜市民死傷，由於警隊人手不足，當時輔警隊員每天都要回警署當值。港府平息六七暴動後，香港輔助警察隊於1969年獲英女皇伊利沙伯二世授予「皇家」名銜，從而成為皇家香港輔助警察隊（英語：Royal Hong Kong Auxiliary Police Force）；直至1997年7月香港移交才移除「皇家」封號。

### 香港輔助警察隊改革
1998年，由於自七十年代警隊的招募困難得以舒緩，立法會保安事務委員會就香港輔助警察隊改革向保安局提出建議。
1999年3月30日，保安局頒佈輔警改革，並於1999年4月1日改變輔警的職能及取消輔警的更份，導致每天減少了近千名輔警當值。由於改革內容列為機密，保安局及委員會只邀請了兩位輔警代表參與檢討，被輔警隊認為缺乏溝通及改革過急。
2010年香港輔助警察隊開始逐漸重新擴大其職能，成立輔警鄉村巡邏隊，以協助鄉村巡邏隊。輔警鄉村巡邏隊共有156名人員，全體人員均需要接受為期4週的訓練，包括閱讀地圖、路線規劃及搜索技巧等。此外，報案室崗位、機動性巡邏及設置路障等警察事務亦被重新引入輔助警察隊的職務範圍。

## 歷任首長
香港輔助警察隊總監
- 端納（1959－1962）
- 祁德尊（1962－1969）

皇家香港輔助警察隊總監
- 祁德尊（1969－1980）
- 楊俊驤（Ramon Young Chun-sheung，1980－1981）
- 鮑富達（Trevor John Bedford，1981－1983）
- 曹乃麟（Nylon Leonard Ts'o，1983－1987）
- 陳棣榮，MBE，QPM，CPM（1987－1996）
- 周湛樵，BBS，MBE，QPM，CPM（Peter Chau Cham-chiu，1996－1997）

香港輔助警察隊總監
- 周湛樵，BBS，MBE，QPM，CPM（Peter Chau Cham-chiu，1997－2001）
- 郭志舜，PDSM（Arthur Kwok Chi-shun，2001－2010）
- 姚仰龍，PDSM，PMSM（2010－2016）
- 楊祖賜，PDSM（2016－2025）
- 梁世光（2025－）

## 總部

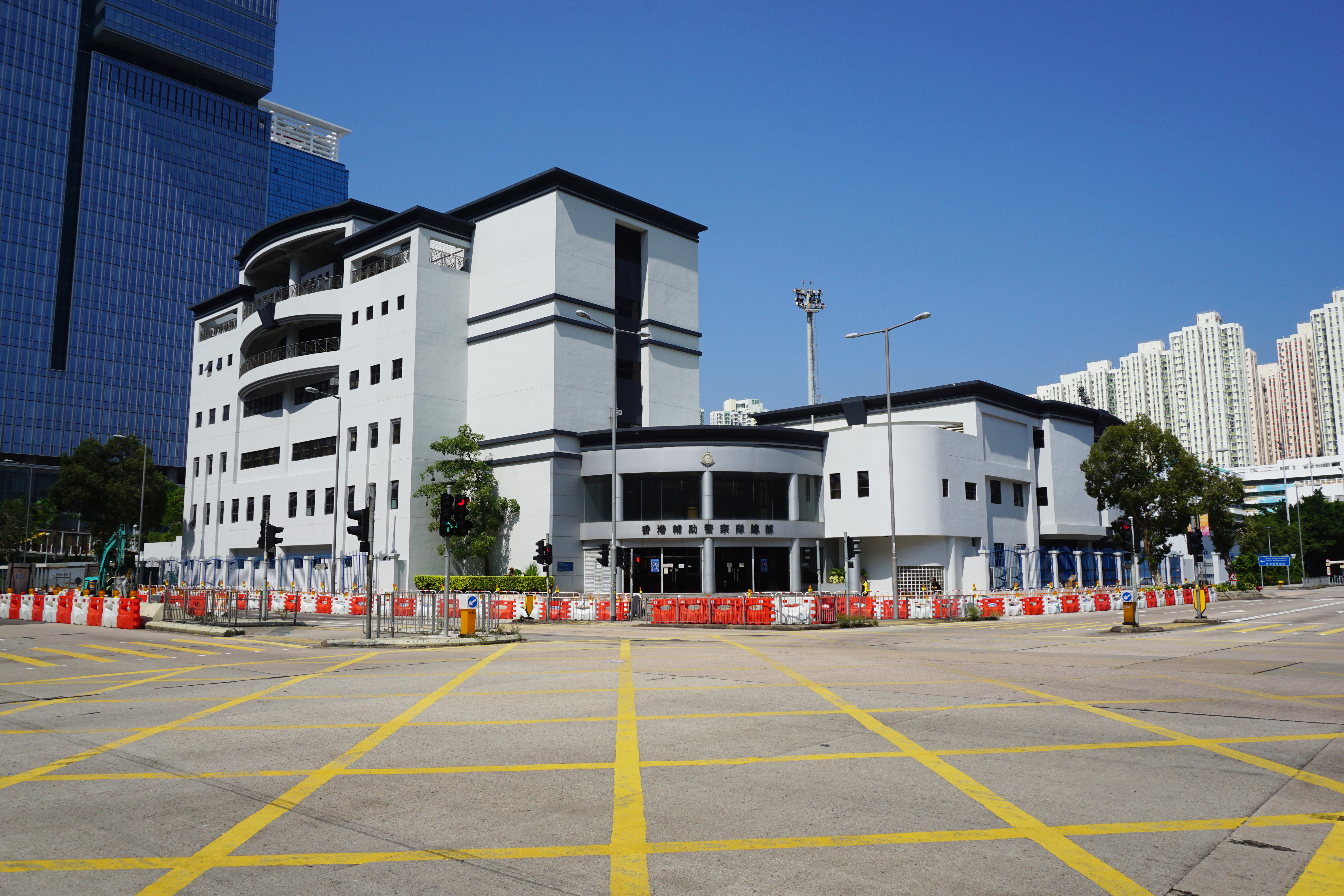
香港輔助警察隊總部

香港輔助警察隊總部最初乃借用其他政府部門辦公大樓的房間或樓層，作爲臨時辦公室。1964年，香港輔助警察隊總部遷至遴近添馬艦的舊香港政府船塢裡面，當年許多舊的船廠大廈都成為正規警察的總部辦公室，包括通訊科及交通總部等，輔助警察隊則只佔用大廈的其中一個單位。
1970年代，香港輔助警察隊總部遷至灣仔填海區，位置與現時的香港演藝學院相若；1980年代初期，輔警總部曾經多次搬遷，分別曾經遷往啟德機場東側的啟德皇家空軍基地，以及佐敦加士居道槍會山軍營側的建築物；及至1990年代初期，位於九龍灣啟祥道的大樓正式竣工。
香港輔助警察隊總部的設計完善，符合各種警務用途。包括操場、教室、槍械庫、軍營設施及辦公室等。設計全由一名輔助警察周湛樵精心設計，以及出力出資建造。周湛樵生於著名的富商周永泰家族，可是他並沒有繼承家業，更是力排眾議，無懼艱辛及危險，毅然投身加入警隊。周湛樵本為正規的警務督察，於1967年六七暴動護送訪問香港的英聯邦事務部次官石寶德期間，在灣仔被炸彈襲擊受傷；自始驅使他成為了一名爆炸品處理課拆彈專家，後來辭去正規警察一職，轉而成為輔助警察，最終更晉升至總監警銜。

## 輔警支援科
香港警隊為了加強管理及訓練輔警人員，於2001年6月成立輔警支援科，由警務處助理處長(支援)管轄及一名正規高級警司(輔警支援)帶領，負責輔警隊的訓練及人事等。
輔警支援科分為三個部門，分別是人事管理組(由一名總督察負責)、訓練組(由一名總督察負責)、行政及支援組(由一名行政主任負責)。人事管理組主要管理有關人事變動，升級及紀律行為等。訓練組主要提供輔警警員基本訓練課程、周年訓練、升級課程等。行政及支援組則負責輔警隊的財務、一般文書及行政工作。

## 職責
1.一支受過內部保安訓練的後備隊伍，職責如下：
- 保護重要地點；
- 為指揮及控制中心提供人手；
- 提供人手保衞警署；以及
- 保護領事館。

2.在天災或影響民眾的緊急事故發生時提供一支後備隊伍提供協助；及
3.在大型公眾活動、預先策劃的行動和常規警務工作中，支援正規人員執行人群管理工作。
4.在得到行動處處長的批准下，執行任何警務工作以支援正規警隊。
此外，輔助警隊也會提供後備受訓人手，支援正規警隊執行日常巡邏工作。

## 遴選
投考加入香港輔助警察隊有兩種途徑，包括公開招募及大學生輔警計劃。投考加入香港輔助警察隊的考生多為19至24歲，80%擁有大學學位，男女比例為5:1。來自各行各業，包括文員、教師、公務員、會計師、工程師及飛機師等等。香港輔助警察隊的人員平均年齡21-22歲，流失率則為5%，當中不少均為轉投正規紀律部隊，主要為香港警務處，其餘為香港海關、入境事務處及香港消防處。

### 大學生輔警計劃
大學生輔警計劃自2003年開始，由最初逾800人報名，至2009年逾7,500份申請，最終取錄當中的160人；社會公開招募逾4,000份申請，最終取錄當中的128人。現時，香港輔助警察隊現時有近800名人員來自此計劃，學習輔助警員需要接受特別基本訓練課程（英文：Special  Basic Training Cource，縮寫：SBTC）。

### 輔警警員（專門人員）樂隊隊員
輔警隊樂隊於2023年開始由原有只限兼任職務增加主要職務，並招收主要隊員。申請者需要具備以下條件才能以輔警樂隊隊員形式加入輔警隊：
1. 符合一般輔警警員入職條件的要求，包括學歷、語文能力和體格；
2. 精通一種或多種下列樂器：
3. 木管樂器、銅管樂器、敲擊樂器，並持有由英國皇家音樂學院聯合委員會所頒發的五級或以上證書，或具備同等程度；
4. 能通過所有遴選要求包括試演、面試及體能測試；及步操樂隊表演經驗優先。

輔警隊樂隊由輔警總監參事負責管理。而輔警隊樂隊人員由於工作性質不同，法定效率訓練獲豁免進行實習訓練(區段巡邏和人群管理及預先計劃的行動)，以120小時的樂隊練習作出代替。

## 訓練
學習輔助警員需要接受基本訓練課程（英文：Basic Training Cource，縮寫：BTC），於畢業後，將被派駐各警察單位，每年均需要完成為期208小時的法定效率訓練。

### 輔警基本訓練課程
輔警基本訓練課程訓練時數共350小時，為期26至33週，視乎學習輔助警員人數多寡而定。學習輔助警員每週兩至三晚需要在香港輔助警察隊總部接受訓練（晚上7時半至11時）。內容包括《香港法律》、警察實務、程序、《警察通例》、規例及步操等。此外，學習輔助警員需要於星期六，星期日或公眾假期（半日或者全日）在香港警察學院及警務處轄下的靶場接受武器及戰術訓練。

### 法定效率訓練
學習輔助警員完成輔警基本課程考試合格後，每年均須再完成《香港輔助警隊規例》（第233章）第三條規定的法定效率訓練（英文：Statutory Efficiency Training，縮寫：SET），詳情如下：
- 周年進修訓練（英文：Annual Continuous Training，縮寫：ACT）（連續7日共56小時）
- 射擊訓練：於平日晚上或者週末舉行（2節，共8小時）
- 訓練日：於平日晚上或者週末舉行（6節，共24小時）
- 實習訓練：人群管理及預先計劃的行動，人員可以選擇於不同日子及時段值勤（24小時）
- 實習訓練：區段巡邏，人員可以選擇於不同日子及時段值勤（96小時）

完成法定效率訓練的輔警人員，通常合符資格領取獎金。任何人員如果未能夠完成法定效率訓練，則被當作服務表現未能夠令人滿意，視乎情況，可能遭到警告或者被要求辭職。

## 其他訓練
- 第三代指揮及控制通訊系統訓練（通訊訓練）：訓練分為入門課程（24小時）和復修課程（12小時）。完成入門課程或復修課程的輔助警員，可每年再選修48小時的課程，並到總區指揮及控制中心實習。

### 額外訓練
輔助警員亦須接受下述額外訓練：
1. 特別訓練課程；
2. 各項訓練課程；以及
3. 助理訓練及職員關係主任（輔警 ）導師培訓課程

### 升級訓練

#### 輔警警長晉升課程
課程包括120小時的訓練，由輔警支援科中央訓練組負責，在香港輔助警察隊總部舉辦。課題理論及實務並重，提升晉升警員的專業能力，擔任輔警警長，執行督導職責。

#### 輔警警署警長晉升課程
課程包括120小時的訓練，由輔警支援科中央訓練組負責，在香港輔助警察隊總部舉辦。課題理論及實務並重，提升晉升警長的專業能力，擔任輔警警署警長，執行指揮職責。

#### 輔警督察晉升課程
課程包括在香港輔助警察隊總部接受250小時的訓練，在課程完成前須根據香港輔助警隊常規命令考取第一級標准專業考試合格成績。

#### 其他輔警督察指揮課程
新晉升的輔警總督察及輔警高級督察，須參與指揮課程，裝備警員執行高一級職階人員的職責，並評估及發展警員的指揮及行政潛質。課程包括30小時的中級指揮課程、30小時的高級指揮課程及20小時的輔警領導及指揮課程。

## 兼任職務
輔警除了日常職責和巡邏外，還有其他兼任職務和崗位。
- 近郊巡邏
- 單車巡邏
- 流動攝錄隊
- 交通小隊
- 報案室
- 輔警樂隊
- 駕駛任務
- 科技罪案支援小組
- 招募組

#### 已取消職務
- 交通部
- 衝鋒隊
- 特別職務隊
- 水警

## 裝備
香港輔助警察隊是獲得授予權力，擁有及使用槍械的香港紀律部隊之一。
學員於香港警察學院接受訓練時，均需要學習槍械使用。於畢業後在每年的法定效率訓練中，均需要在射擊場持續練習。人員同時配備胡椒噴霧及伸縮警棍等，以應付日常的任務。
香港輔助警察隊的制式手槍，與香港警務處為同樣型號，即史密斯威森軍警十型左輪手槍4吋重槍管型號，配發威力中空子彈。此外，轄下一小隊人員獲得額外配備霰彈槍，以執行保護重要地點任務，包括領事館及警署等。
| 型號                  | 類型           | 產地           |
| --------------------- | -------------- | -------------- |
| 法德魯防暴槍          | 低殺傷力武器   | 美国           |
| 史密斯威森M10左輪手槍 | 左輪手槍       | 美国           |
| 雷明登870泵動式霰彈槍 | 霰彈槍         | 美国           |
| 56式半自動步槍        | 步槍；儀仗用途 | 中华人民共和国 |
| 95-1式自動步槍        | 步槍；儀仗用途 | 中华人民共和国 |

## 職級
香港警察職級分為3級，即憲委級、督察級及員佐級，共15個警銜，實際為13個職級。
| 所屬職級               | 职位中文名稱、英文名稱及縮寫                                                                                       | 肩章                         | 人數                   | 崗位                                                                                                   | 備註                                   |
| ---------------------- | --- | ---------------------------- | ---------------------- | --- | -------------------------------------- |
| 憲委級（高級警官）     | 警務處高級助理處長（輔警）；（輔警總監）（Commandant, HKAPF [Senior Assistant Commissioner of Police (Auxiliary)]) | 一枚雙杖嘉禾花及一枚軍星     | 正規：4名 輔警：1名    | 分別出任行動處、刑事及保安處、人事及訓練處及監管處處長。                                               | 輔警總監也是警務處高級助理處長（輔警） |
| 憲委級（高級警官）     | 警務處助理處長（輔警）；（輔警副總監）（Deputy Commandant, HKAPF [Assistant Commissioner of Police (Auxiliary)]    | 一枚雙杖嘉禾花               | 正規：14名 輔警：1名   | 8名分別出任8個部的部長，其餘6名分別出任5個陸上總區及水警總區指揮官。                                   | 輔警副總監也是警務處助理處長（輔警）   |
| 憲委級（高級警官）     | 總警司（輔警）（Chief Superintendent of Police，CSP）                                                              | 一枚市花嘉禾花及兩枚軍星     | 正規：46名 輔警：5名   | 1名出任策劃及發展部部長、20名駐守警察總部、6名出任六個總區副指揮官、19名出任24個警區中的19個警區指揮官 | 輔警總警司駐守5個陸上總區總部          |
| 憲委級（高級警官）     | 高級警司（輔警）（Senior Superintendent of Police，SSP）                                                           | 一枚市花嘉禾花及一枚軍星     | 正規：94名 輔警：9名   | 分別出任警區副指揮官或者部門副主管。                                                                   |                                        |
| 憲委級（高級警官）     | 警司（輔警）（Superintendent of Police，SP）                                                                       | 一枚市花嘉禾花               | 正規：270名 輔警：20名 | 分別出任單位主管或者分區指揮官。                                                                       |                                        |
| 督察級（警官）         | 總督察（輔警）（Chief Inspector of Police，CIP）                                                                   | 三枚軍星                     | 550名                  | 分別出任單位副主管或者分區副指揮官。                                                                   |                                        |
| 督察級（警官）         | 高級督察（輔警）（Senior Inspector of Police，SIP）                                                                | 兩枚軍星及一條扛             | 逾1,900名              | 出任小隊指揮官。                                                                                       | 薪俸不同，實際上是同等層級。           |
| 督察級（警官）         | 督察（輔警）（Inspector of Police，IP）                                                                            | 兩枚軍星                     | 逾1,900名              | 出任小隊指揮官。                                                                                       | 薪俸不同，實際上是同等層級。           |
| 員佐級（初級警務人員） | 警署警長（輔警）（Station Sergeant，SSGT）                                                                         | 一枚無香港區徽的香港警察徽章 | 逾1,300名              | 出任小隊指揮官。                                                                                       | 出任小隊指揮官或者副指揮官。           |
| 員佐級（初級警務人員） | 警長（輔警）（Sergeant，SGT）                                                                                      | 三勾                         | 近5,000名              | 負責分段指揮。                                                                                         |                                        |
| 員佐級（初級警務人員） | 高級警員（輔警）（Senior Police Constable，SPC）                                                                   | 一勾                         | 逾20,000名             | | 薪俸不同，實際上是同等層級。           |
| 員佐級（初級警務人員） | 警員（輔警）（Police Constable，PC）                                                                               | 無                           | 逾20,000名             | | 薪俸不同，實際上是同等層級。           |

## 薪酬

### 由2025年4月1日生效
| 職級                   | 輔警人員薪酬        | 輔警人員薪酬         | 輔警人員薪酬 | 輔警人員薪酬 |
| 職級                   | 支薪點              | 正規人員的相應薪酬   | 每日$        | 每小時$      |
| 警司（輔警）及以上職級 | 劃一薪酬            | 警務人員薪級表第50點 | 2,872        | 359          |
| 總督察（輔警）         | 劃一薪酬            | 警務人員薪級表第44點 | 2,288        | 286          |
| 督察/高級督察（輔警）  | 劃一薪酬            | 警務人員薪級表第31點 | 2,264        | 283          |
| 警署警長（輔警）       | 第2增薪點（第8年）  | 警務人員薪級表第31點 | 2,264        | 283          |
| 警署警長（輔警）       | 第1增薪點（第5年）  | 警務人員薪級表第28點 | 2,000        | 250          |
| 警署警長（輔警）       | 起薪點              | 警務人員薪級表第24點 | 1,708        | 213.5        |
| 警長（輔警）           | 第2增薪點（第8年）  | 警務人員薪級表第24點 | 1,708        | 213.5        |
| 警長（輔警）           | 第1增薪點（第5年）  | 警務人員薪級表第21點 | 1,564        | 195.5        |
| 警長（輔警）           | 起薪點              | 警務人員薪級表第17點 | 1,392        | 174          |
| 警員（輔警）           | 第5增薪點（第27年） | 警務人員薪級表第18點 | 1,432        | 179          |
| 警員（輔警）           | 第4增薪點（第20年） | 警務人員薪級表第17點 | 1,392        | 174          |
| 警員（輔警）           | 第3增薪點（第14年） | 警務人員薪級表第14點 | 1,280        | 160          |
| 警員（輔警）           | 第2增薪點（第9年）  | 警務人員薪級表第11點 | 1,176        | 147          |
| 警員（輔警）           | 第1增薪點（第5年）  | 警務人員薪級表第7點  | 1,040        | 130          |
| 警員（輔警）           | 起薪點              | 警務人員薪級表第3點  | 920          | 115          |

## 曾經或者現時服務輔助警察隊的名人
- 林占士（於1996年退休的高級警司，於同年加入輔助警察隊）
- 簡炳墀（前香港冠軍練馬師）
- 蔡楓華（前歌手及藝人）
- 曾守明（已故無綫電視藝員）
- 陳棣榮（已故前輔助警察隊總監，前政務司司長陳方安生之夫婿，曾經擔任加德士石油公司的行政人員
- 姚仰龍（一家香港資本管理顧問公司董事總經理，女藝人姚嘉妮之父，前輔助警察隊總監）
- 葉麗儀（香港歌手）
- 楊逸朗（政治人物）
- 胡健民（政制及內地事務局副局長，前大埔區議員）
- 梁志達（香港粵語配音員）
- 楊祖賜（新鴻基地產市務總監，中國香港體育協會暨奧林匹克委員會義務秘書長,前輔助警察隊總監）

## 以香港輔助警察隊為題材的作品
電視劇
- 《吾係差人》

## 外部連結
- 香港特別行政區政府 香港輔助警察隊 （页面存档备份，存于）
- 香港輔助警察會 （页面存档备份，存于）